# 葛山氏広
葛山 氏広（かつらやま うじひろ）は、戦国時代の武将。駿河葛山氏当主。伊勢宗瑞（北条早雲）の子。北条氏綱の弟であり、今川氏親の従兄弟にあたる。

## 生涯
伊勢宗瑞の子として生まれる。北条氏綱の弟にあたり、氏時（生年未詳）と宗哲（幻庵、1493年、一説に1501年）の間に生まれたと考えられている。
永正10年（1513年）以前に元服し、駿河国東部の国人領主・葛山氏の養子となって家督を継承した。宗瑞の側室に葛山氏の娘がいたとされ、このことが縁で葛山氏の養子になったと考えられている。
葛山氏は今川氏に従属する存在であったが、氏広の家督継承によって今川氏の御一家に列し、駿河今川氏庶流で小鹿範満の一族である今川民部少輔、遠江今川氏庶流の瀬名氏貞に次ぐ家格であった。
氏広が御一家に列したのは父の宗瑞が今川氏親の母方の叔父であったためとされ、実名の「氏」は氏親から偏諱を受けたと推定されている。
永正12年（1515年）11月、氏親の命令により葛山氏、福島氏、庵原氏率いる今川軍一千余が大井信達への加勢として甲斐国へ派兵され、氏広もこれに従軍したものと思われる。
大永4年（1524年）正月に家臣関孫九郎に所領を与えているのが発給文書としての初見。駿府に屋敷を構え、今川氏の下では奏者を務めた。
天文元年（1532年）4月13日には、官途名中務少輔を称している。同6年（1537年）に今川義元と長兄・氏綱が争った（河東一乱）際には氏綱側に味方している。
同7年（1538年）9月19日に鶴岡八幡宮において氏広の祈願のための大般若経の転読が行われていることから、この時期には病床にあったものとみられ、翌8年（1539年）4月12日には氏広後室のものと見られる朱印状に「龍光院殿」と氏広の法号が見えるため、この間に病死したものとみられる。菩提寺は氏広が開基した沼津市多比にある龍雲寺。家督は葛山氏元が継承した。